# Wiktor z Xanten
Wiktor z Xanten (zm. w IV wieku w Birten k. Xanten w Nadrenii Północnej-Westfalii) – według tradycji rzymski żołnierz legendarnej Legii Tebańskiej, męczennik chrześcijański i święty Kościoła katolickiego.
Wiktor z Xanten identyfikowany jest z innymi legionistami o tym samym imieniu: św. Wiktorem z Agaunum i św. Wiktorem z Solury (niem. Solothurn). Ponieważ wyraz Victor (z łac. 'zwycięzca') w ramach Legionu Tebańskiego jest używany przez kilku męczenników, przypuszczalnie może obejmować różne wersje tego samego kultu w kontekście "zwycięzcy Chrystusa".
Jako lider Legii Tebańskiej Wiktor miał być ok. 286 roku w Agaunum, dzis. Saint-Maurice (Szwajcaria), przy decymacji Legii (oddziału św. Maurycego) przez Maksymiana, który znany był z prześladowań chrześcijan. Według innej tradycji był towarzyszem innego legionisty św. Gereona z Kolonii. Przyjmuje się jednak, że zginął w Xanten, co niejako znajduje historyczne potwierdzenie.
Pierwsze wzmianki pochodzą od św. Grzegorza z Tours (+594), kiedy to odkrył kości Wiktora i Mallos(i)usa w Birten (obecnie płd.-wsch. dzielnica Xanten). Podczas prac archeologicznych prowadzonych w 1933/34 w katedrze (budowanej w latach 1263-1544) pod wezwaniem świętego (niem. Dom St. Viktor lub Xantener Dom) znaleziono nietknięty podwójny grób z dwoma zabitymi mężczyznami datowany na lata 346-398, a następnie w 1966 odkryto dwa groby z okresu 372-400, gdzie mężczyźni mieli ścięte głowy. Ku ich czci wybudowano kaplice.
Wątpliwość budzi jednak fakt, że położenie miejsca pochówku w czasach Franków określało się jako "sanctos ad", co przetłumaczone zostało na "z Xanten".
Według tradycji wraz z Wiktorem i Mallosusem śmierć poniosło 330 towarzyszy.
Ich wspomnienie liturgiczne obchodzone jest 10 października.